# Per Petterson

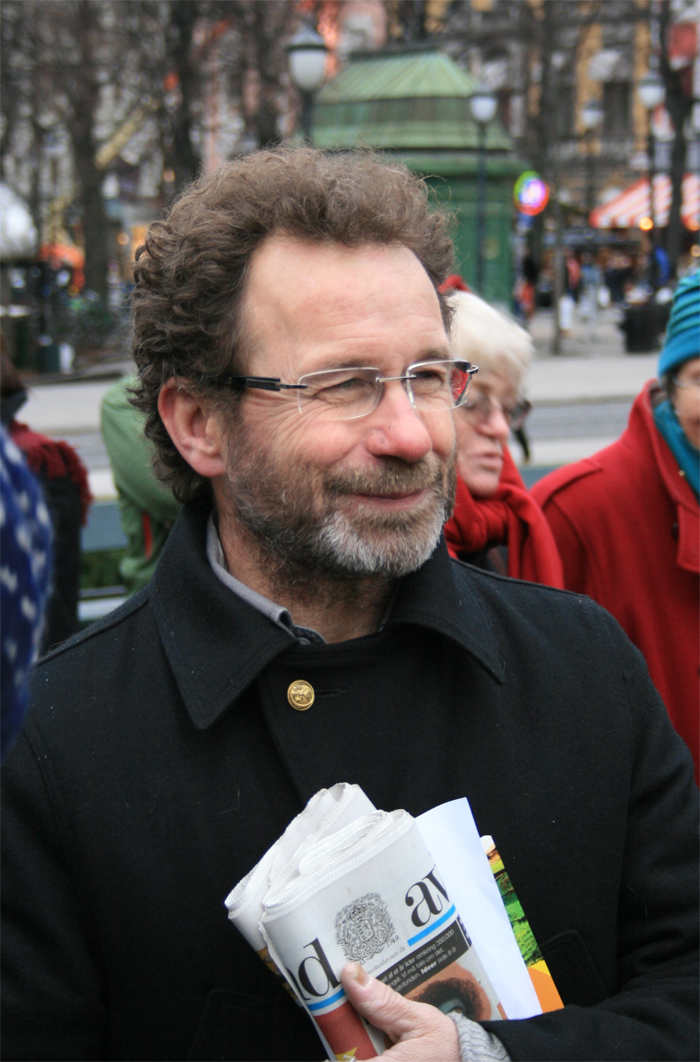
Per Petterson in 2007

Per Petterson (Oslo, 18 juli 1952) is een Noors schrijver van romans en verhalen.

## Leven en werk
Petterson werd opgeleid tot bibliothecaris en werkte later als boekhandelaar en vervolgens ook als vertaler. Vanaf de jaren negentig is hij fulltime schrijver. Hij noemt Knut Hamsun en Raymond Carver onder zijn voorbeelden. 
Petterson debuteerde in 1987 met de bundel korte verhalen Aske i munnen, sand i skoa. Vanaf dat moment werd zijn werk in Noorwegen steeds goed ontvangen en meermaals onderscheiden. Zijn roman Det er greit for mig werd in 1993 met 'Spraklig samlings litteraturpris' bekroond, in 1997 werd Til Sibir (Heimwee naar Siberië) genomineerd voor de  ' Literatuurprijs van de Noordse Raad ' en in 2003 ontving hij de 'Brage-prijs' voor de roman  I kjølvannet (Kielzog), over een jongeman die zijn familie verloor tijdens de ramp met de Scandinavian Star-ferry.
Petterson brak in 2003 internationaal door met de roman Ut og stjæle hester , (Paarden stelen), in Noorwegen gekozen tot het beste boek van het jaar en bekroond met de Noorse kritiekprijs, maar ook buiten Scandinavië gelauwerd, onder meer met de International IMPAC Dublin Literary Award. Paarden stelen handelt over een oudere man die na de dood van zijn vrouw met een leeftijdgenoot op nostalgische wijze terugblikt op de drama’s in hun leven.
Pettersons roman uit 2008 Jeg forbanner tidens elv (Ik vervloek de rivier des tijds) won in 2009 de prestigieuze Literatuurprijs van de Noordse Raad. In deze roman wordt de knellende relatie van hoofdpersoon Arvid Jansen met liefde en het bestaan beschreven en de pogingen die hij doet om de persoon te worden die hij wil zijn.
Pettersons roman Jeg nekter (Twee wegen) uit 2012, over twee mannen, oude vrienden, die elkaar na 35 jaar opnieuw treffen, werd een internationaal succes en behaalde ook in Nederland de bestsellerlijsten, mede door een lovende bespreking in het televisieprogramma 'De Wereld Draait Door'.

## Bestseller 60
| Boeken met noteringen in de Nederlandse Bestseller 60 | Jaar van verschijnen | Datum van binnenkomst | Hoogste positie | Aantal weken | Opmerkingen |
| ----------------------------------------------------- | -------------------- | --------------------- | --------------- | ------------ | ----------- |
| Twee wegen                                            | 2014                 | 05-04-2014            | 2               | 4*           |             |

## Noot
1. ↑  Zie: interview BBC
2. ↑  De Bestseller 60 | Per Petterson. DeBestseller60.nl (2014). Geraadpleegd op 19 juni 2024.

- Bibsys: 90066896
- Bibliothèque nationale de France: cb121520829 (data)
- Catàleg d'autoritats de noms i títols de Catalunya: 981058601569406706
- Gemeinsame Normdatei: 120857499
- International Standard Name Identifier: 0000 0001 1086 3422
- Library of Congress Control Number: no96010213
- Nationale Bibliotheek van Letland: 000005983
- Nationale Bibliotheek van Tsjechië: xx0067241
- Nationale Bibliotheek van Israël: 987007300542405171
- Nationale Bibliotheek van Polen: a0000002126979
- Nederlandse Thesaurus van Auteursnamen: 239030109
- Istituto Centrale per il Catalogo Unico: RMSV056044
- LIBRIS: 280598
- Système universitaire de documentation: 03001848X
- Virtual International Authority File: 120685379
- WorldCat: E39PBJtX4qyyRGxbRgtfkC8Qv3